# Lodewijk Filips van Egmont
Lodewijk Filips van Egmont (1622 - Cagliari, 7 maart 1682) was de negende graaf van Egmont en de zesde prins van Gavere en heer van Zottegem..
Lodewijk Filips was de zoon van Lodewijk van Egmont en Maria Margaretha van Berlaymont. 
Op 4 augustus 1659 trouwde hij met Maria Ferdinanda van Croÿ.
Uit dit huwelijk werd in Brussel op 4 februari 1661 een dochter geboren, Maria Clara van Egmont. Verder had Lodewijk Filips nog twee zonen: Lodewijk Ernest van Egmont en Procopo Frans van Egmont en twee andere dochters Angelica (kanunnikes in Nijvel) en Maria-Theresia (gehuwd met Jan de Trazegnies, burggraaf van Arnemuiden). In 1670 werd hij benoemd tot ridder van het Gulden Vlies door Karel II van Spanje. Hij was kapitein-generaal van de cavalerie en buitengewoon ambassadeur van de Spaanse kroon aan het Engelse hof. Tussen 1679 en 1682 was hij onderkoning van Sardinië. Hij werd opgevolgd door zijn zoon Lodewijk Ernest van Egmont als graaf van Egmont en heer van Gavere.